# Европско првенство у атлетици у дворани 2015 — скок удаљ за жене
Такмичење у скоку удаљ у женској конкуренцији на 33. Европском првенству у у дворани 2015. у Прагу одржано је 6. и 7. марта у мулти-спортској 02 Арени.
Титулу освојену у Гетеборгу 2013. није бранила Дарија Клишина из Русије

## Земље учеснице
Учествовале су 22 такмичарки из 16 земаља.
1. Андора (1)
2. Белорусија (1)
3. Грузија (1)
4. Исланд (1)
5. Италија (1)
6. Летонија (1)
7. Немачка (3)
8. Норвешка (1)
9. Румунија (2)
10. Словачка (3)
11. Словенија (1)
12. Србија (1)
13. Турска (1)
14. Украјина (1)
15. Француска (1)
16. Шведска (2)

## Рекорди
| Рекорди пре почетка Европског првенства 2015.     | Рекорди пре почетка Европског првенства 2015. | Рекорди пре почетка Европског првенства 2015. | Рекорди пре почетка Европског првенства 2015. | Рекорди пре почетка Европског првенства 2015. | Рекорди пре почетка Европског првенства 2015. |
| ------------------------------------------------- | --------------------------------------------- | --------------------------------------------- | --------------------------------------------- | --------------------------------------------- | --------------------------------------------- |
| Светски рекорд                                    | Хајке Дрекслер                                | Источна Немачка                               | 7,37                                          | Беч, Аустрија                                 | 13. фебруар 1988.                             |
| Европски рекорд                                   | Хајке Дрекслер                                | Источна Немачка                               | 7,37                                          | Беч, Аустрија                                 | 13. фебруар 1988.                             |
| Рекорди европских првенстава                      | Хајке Дрекслер                                | Источна Немачка                               | 7,30                                          | Беч, Аустрија                                 | 5. март 1988.                                 |
| Најбољи светски резултат сезоне у дворани         | Кристабел Нети                                | Канада                                        | 6,99                                          | Стокхолм, Шведска                             | 19. фебруар 2015.                             |
| Најбољи европски резултат сезоне у дворани        | Катарина Џонсон-Томпсон                       | Уједињено Краљевство                          | 6,93                                          | Бирмингем, Уједињено Краљевство               | 21. фебруар 2015.                             |
| Рекорди после завршеног Европског првенства 2015. |                                               |                                               |                                               |                                               |                                               |
| Најбољи европски резултат сезоне у дворани        | Ивана Шпановић                                | Србија                                        | 6,98                                          | Праг, Чешка                                   | 7. марта 2015.                                |

## Најбољи европски резултати у 2015. години
Десет најбољих европских такмичарки у скоку удаљ у дворани 2015. године пре почетка првенства (5. марта 2015), имале су следећи пласман на европској и светској ранг листи. (СРЛ)
| 1.  | Катарина Џонсон-Томпсон | Уједињено Краљевство | 6,93 | 21. фебруар | 2. СРЛ НР |
| 2.  | Состен Могенара         | Немачка              | 6,86 | 11. јануар  | 3. СРЛ    |
| 3.  | Ивана Шпановић          | Србија               | 6,83 | 25. фебруар | 4. СРЛ НР |
| 4.  | Јекатерина Конева       | Русија               | 6,82 | 1. фебруар  | 5. СРЛ    |
| 4.  | Ајга Грабусте           | Летонија             | 6,82 | 8. фебруар  | 5. СРЛ НР |
| 6.  | Елоаз Лезије            | Француска            | 6,74 | 25. фебруар | 7. СРЛ    |
| 7.  | Ебигејл Ирозару         | Уједињено Краљевство | 6,73 | 15. фебруар | 9. СРЛ    |
| 8.  | Ерика Јардер            | Шведска              | 6,69 | 31. јануар  | 10. СРЛ   |
| 9.  | Алина Ротару            | Румунија             | 6,68 | 14. фебруар | 11. СРЛ   |
| 10. | Флорентина Маринку      | Румунија             | 6,66 | 25. јануар  | 12. СРЛ   |
| 10. | Khaddi Sagnia           | Шведска              | 6,66 | 25. јануар  | 12. СРЛ   |

Такмичарке чија су имена подебљана учествовале су на ЕП.

## Сатница
| Датум         | Време | Ниво          |
| ------------- | ----- | ------------- |
| 6. март 2015  | 12:55 | Квалификације |
| 7. март 2015. | 16:45 | Финале        |

## Освајачи медаља
|                       |                         |                              |
| Ивана Шпановић Србија | Состен Могенара Немачка | Флорентина Маринику Румунија |

## Резултати

### Квалификације
Квалификациона норма за пласман 8 такмичарки у финале износила је 6,65 метара (КВ). Норму су испуниле две такмичарки, (КВ) а остале су се пласирале на основу постигнутог резултата (кв).
| Место | Такмичарка                 | Земља      | ЛР   | ЛРС  |  | 1. скок | 2. скок | 3. скок | Резултат | Белешка |
| ----- | -------------------------- | ---------- | ---- | ---- |  | ------- | ------- | ------- | -------- | ------- |
| 1.    | Ивана Шпановић             | Србија     | 6,92 | 6,83 |  | 6,76    | -       | -       | 6,76     | КВ      |
| 2.    | Состен Могенара            | Немачка    | 6,86 | 6,61 |  | 6,72    | -       | -       | 6,72     | КВ      |
| 3.    | Алина Ротару               | Румунија   | 6,68 | 6,68 |  | 6,55    | 6,59    | 6,33    | 6,55     | кв      |
| 4.    | Елоаз Лезије               | Француска  | 6,90 | 6,74 |  | 6,55    | х       | -       | 6,55     | кв      |
| 5.    | Флорентина Маринику        | Румунија   | 6,67 | 6,66 |  | 6,57    | 6,42    | 6,57    | 6,57     | кв      |
| 6.    | Ајга Грабусте              | Летонија   | 6,82 | 6,82 |  | 5,95    | 6,51    | 6,57    | 6,57     | кв      |
| 7     | Карин Меј Мелис            | Турска     | 6,66 | 6,66 |  | 6,57    | 6,49    | 6,48    | 6,57     | кв      |
| 8.    | Мелани Баушке              | Немачка    | 6,86 | 6,61 |  | 6,53    | 6,44    | 6,32    | 6,53     | кв      |
| 9.    | Khaddi Sagnia              | Шведска    | 6,66 | 6,66 |  | 6,52    | х       | 6,42    | 6,52     |         |
| 10.   | Настасија Мирончук-Иванова | Белорусија | 6,82 | 6,56 |  | 6,50    | х       | х       | 6,50     |         |
| 11.   | Ерика Јардер               | Шведска    | 6,71 | 6,69 |  | 6,23    | 6,12    | 6,49    | 6,49     |         |
| 12.   | Хафдис Сигурдардотир       | Исланд     | 6,47 | 6,47 |  | 6,32    | 6,18    | 6,35    | 6,35     |         |
| 13.   | Нина Ђорђевић              | Словенија  | 6,47 | 6,47 |  | 6,13    | 6,23    | 6,30    | 6,30     |         |
| 14.   | Ксенија Ачкинадзе          | Немачка    | 6,56 | 6,55 |  | 6,09    | х       | 6,29    | 6,29     |         |
| 15.   | Јана Велдјакова            | Словачка   | 6,56 | 6,40 |  | х       | 6,29    | х       | 6,29     |         |
| 16.   | Марина Бег                 | Украјина   | 6,43 | 6,41 |  | 6,27    | 6,15    | х       | 6,27     |         |
| 17,   | Лаура Страти               | Италија    | 6,53 | 6,53 |  | 6,18    | 6,22    | 6,09    | 6,22     |         |
| 18.   | Луција Сланичкова          | Словачка   | 6,34 | 6,34 |  | 6,17    | 6,01    | х       | 6,17     |         |
| 19.   | Надија Акпана Аса          | Норвешка   | 6,36 | 6,36 |  | х       | 6,08    | 5,95    | 6,08     |         |
| 20.   | Рената Медгјесова          | Словачка   | 6,56 | 6,33 |  | х       | 6,04    | 5,70    | 6,04     |         |
| 21    | Маико Гоголадзе            | Грузија    | 6,20 | 6,20 |  | 5,88    | х       | х       | 5,88     |         |
| 22.   | Клаудија Гури              | Андора     | 5,68 | 5,68 |  | 5,46    | 5,32    | х       | 5,46     |         |

Подебљани лични рекорди су и национални рекорди земље коју такмичарка представља

### Финале
| Место | Атлетичарка         | Земља     | 1. скок | 2. скок | 3. скок | 4. скок | 5. скок | 6. скок | Резултат | Белешка |
| ----- | ------------------- | --------- | ------- | ------- | ------- | ------- | ------- | ------- | -------- | ------- |
|       | Ивана Шпановић      | Србија    | 6,80    | х       | 6,98    | 6,89    | 6,71    | 6,81    | 6,98     | НР, ЕРС |
|       | Состен Могенара     | Немачка   | 6,83    | х       | х       | 6,55    | х       | 6,61    | 6,83     | ЛРС     |
|       | Флорентина Маринику | Румунија  | х       | 6,70    | 6,59    | 6,60    | 6,79    | х       | 6,79     | ЕЈР     |
| 4.    | Алина Ротару        | Румунија  | х       | 6,74    | 6,50    | 6,53    | 6,69    | х       | 6,74     | ЛР      |
| 5.    | Елоаз Лезије        | Француска | х       | х       | х       | 6,66    | 6,73    | 6,57    | 6,73     |         |
| 6.    | Мелани Баушке       | Немачка   | 6,59    | х       | 6,48    | 6,57    | 6,45    | 6,39    | 6,59     |         |
| 7.    | Карин Меј Мелис     | Турска    | х       | 6,57    | х       | 6,45    | 6,42    | 6,50    | 6,57     |         |
| 8.    | Ајга Грабусте       | Летонија  | 6,54    | х       | х       | х       | 6,41    | 6,36    | 6,54     |         |